# یابرامووو
یابرامووو (به لاتین: Jabramowo) یک روستا در لهستان است که در گمینا گووداپ واقع شده‌است.